# Tobias Kämmerer
Tobias „Tobi“ Kämmerer (* 1975 in Erlenbach am Main) ist ein deutscher Journalist, Radiomoderator und TV-Moderator, der hauptsächlich für den Hessischen Rundfunk tätig ist.

## Leben
Kämmerer stammt aus dem bayerischen Wenigumstadt, einem Ortsteil von Großostheim. Er absolvierte ein Praktikum beim Aschaffenburger Lokalsender TV Touring und RTL Hessen in Frankfurt am Main. Danach studierte er in Marburg Neuere Deutsche Literatur, Medienwissenschaften und Amerikanistik, brach sein Studium aber ohne Abschluss ab. Schon während er noch studierte, arbeitete er im Funkhaus Aschaffenburg, bei Radio Primavera, wo er schließlich ein Volontariat durchlief. Im Jahr 2000 kam er dann zu hr3 als Redaktionsassistent. Kämmerer ist Botschafter der Stiftung Lesen und Kuratoriumsmitglied der Bernd-Reisig-Stiftung.
Kämmerer lebt in Hergershausen – einem ländlich geprägten Stadtteil von Babenhausen in Südhessen – und ist Vater eines Sohnes und einer Tochter.

## Moderationen
- seit 2006: Die hr3 Morningshow (ehemals pop&weck) aktuell mit Tanja Rösner
- 2012: 50 Dinge, die ein Hesse getan haben muss! mit Anna Lena Dörr (hr-fernsehen)
- 2015: 50 Dinge, die ein Hesse einfach lieben muss! mit Anna Lena Dörr (hr-fernsehen)
- 2013–2016: Heimspiel! (hr-fernsehen)
- seit 2016: Tobis Städtetrip (hr-fernsehen)
- 2016: Die Tobi Kämmerer Show (hr3)
- 2017: Strassenspaß mit Susanka Bersin (hr-fernsehen)
- seit 2018: Küchenduell live mit Tanja Rösner (hr-fernsehen)
- 2020–2021 hessen@home (hr-fernsehen)